# Вигнання (телесеріал)
Вигнання — британський трисерійний психологічний трилер, який піднімає проблеми хвороби Альцгеймера та корупції. Головні ролі виконали Джон Сімм та Джим Бродбент. Серіал транслювався на каналі BBC One і отримав здебільшого позитивні відгуки.
Джон Сімм був номінований на премію BAFTA за роль Тома Ронстдта, також номінацію як «Найкращий режисер» отримав Джон Александер.

## У ролях
- Джон Сімм — Том
- Джим Бродбент — Сем
- Джон Пол Херлі — Кевін
- Олівія Колман — Ненсі
- Ніко Міраллегро — Том у дитинстві
- Клер Гус — Менді
- Тімоті Вест — Метцлер
- Шон Дулі — Майк
- Дерил Фішвік — Венді

## Сюжет

### Епізод 1
Перша серія вийшла в ефір 1 травня 2011. Вона починається з того, що Том Ронстадт (Джон Сімм) звільнений з роботи, яку він, втім, ненавидить, оскільки, на його думку, він перестав займатися справжнім журналізмом. Він вживає кокаїн та має інтрижку із дружиною боса, проте розриває ці стосунки.
У Лондоні його більше нічого не тримає, і він повертається у рідне містечко Рамсботтом у Мачестері, де його сестра Ненсі (Олівія Колман) доглядає батька Семюела (Джим Бродбент), який хворий на Альцгеймера. Ненсі пояснює Тому, що Семюел вважає, що зараз початок 90-х і він досі працює журналістом (наприклад, він часто кличе свою колишню секретарку Венді). Том з'ясовує, що у Семюела є банківський рахунок, на якому лежить близько 150 тисяч фунтів, який поповнювався щомісячно з 90-х до 2002 року кимось на ім'я «Дж. Клевер».
Том не спілкувався з батьком якраз із початку 90-х, коли поїхав із дому через те, що Семюел декілька разів бив його, коли він копирсався у батькових файлах. Єдина річ, яку Том знаходить зараз у тих файлах — це негатив фотографій із підписом «Метцлер» (це ж прізвище має нинішній голова містечка), про що йому розповів давній друг Майк.
Том знаходить стару плівку із музикою 90-х та намагається під неї розговорити батька про його стару роботу, але з'ясовує тільки те, що він ненавидів свого начальника. Та в цей момент музика на плівці закінчується і починається запис розмови Семюела з іншим чоловіком, у якій цей інший чоловік каже, що Семюел знищить їх обох, якщо опублікує якусь інформацію. Семюел починає злитися та знищує плівку. Коли Том намагається привести касету до ладу, то бачить ще одну лейбу з написом «Метцлер».

### Епізод 2
Друга серія вийшла 2 травня 2011. Потягом епізоду Том намагається з'ясувати більше про Метцлера. У розмові із колишнім редактором батька він з'ясовує, що Семюел тривалий час захоплювався Метцлером, який був лікарем у місцевій психологічній клініці у 1970-х. Чим більше Том дізнається інформації, тим зрозуміліше стає, що хтось не хоче, щоб він зумів багато розвідати.
Ненсі знаходить Семюела вдома спантеличеним, бо він вважає, що затримав крадія (Тома). Том вирішує взяти Семюела на футбольний матч і спробувати вивідати інформацію у свіжій обстановці, оскільки вдома він відмовляється іти на контакт. Його задум починає працювати в машині, коли Семюел говорить, що Метцлер знав, що не зможе купити його, тому він вирішив наблизитися до його дружини, і вона «впустила його в дім». У цей момент інша машина врізається в машину Тома, а її водії тікає. Інцидент засмучує Семюела і він відмовляється закінчити історію.
Ненсі починає заспокоювати Семюела, а Том іде у дім і знаходить там листа, адресованого йому. У листі знаходиться записка «Дещо, що ти маєш знати» та копія його свідоцтва про народження, у якому його ім'я зазначене як «Том Клевер».

### Епізод 3
Фінальна серія вийшла 3 травня 2011. Том показує Ненсі усе, що з'ясував, і вони вирішують відвідати Венді. Вона розповідає, що Сем та його дружина Едіт вважали, що не можуть мати дітей, а тому усиновили Тома. Мама Венді, колишня медсестра Грінлейка вважає, що за всім цим стоїть не Метцлер, Ріккі Тульс, який змушував своїх пацієнтів займатися сексом та спостерігав за цим. Том знаходить Тульса, що хворіє на рак, і вбиває його. Він знаходить плівку, на якій Тульс розповідає, що він є справжнім батьком Тома, він зґвалтував його матір. Він заявляє, що Метцлеру було відомо, що пацієнти зазнають сексуального насильства та що їхні діти продаються — Метцлер і є людиною, яка платила Семові гроші.
Ненсі з'ясовує, що вона вагітна. Том і Майк пробираються в офіс Метцлера. Він спочатку усе заперечує, але потім погрожує знищити і Сема, оскільки той, знаючи про зґвалтування, перетворювався на співучасника злочину.
Том хоче оприлюднити матеріал, проте Ненсі боїться, що репутація батька може бути зіпсована Метцером. Тим не менш, Том пише статтю «Скандал у Грінлейку», яка викриває Метцлера і Тульса. Він підписує її своїм та батьковим ім'ям, оскільки у розслідуванні використовував і його матеріали.
Ненсі читає статтю і каже, що вона чудова. Вони планують почати нове життя, Том обіцяє допомагати Ненсі із дитиною та відвідує батька. Він дякую йому та каже, що зрозумів, чому він тоді його побив.

## Відгуки
Фільм здобув переважно схвальні відгуки критиків, які відзначали високу якість як сценарію і режисури, так і гри акторів. Амол Раян із The Independent зазначив: «Джим Бродбент підтвердив своє місце поряд із Єном Маккеленом, Джоном Хертом і Майклом Гембоном у когорті найкращих британських акторів свого покоління», а також оцінив «неперевершену гру чарівного Джона Сімма і стабільно чудової Олівії Колман»
The Daily Telegraph охарактеризував серіал як «сильну сімейну драму всередині стереотипного триллера», назвавши його «дуже близьким до ідеалу». Також журнал оцінив «дивовижну гру Бродбента — чоловіка із Альцгеймером, Олівії Колман — його доньки, що залишилась наодинці із батьком і бачить, що життя проходить повз неї, і Джона Сімма, герой якого вривається у своє минуле життя, розчарувавшись у своїй лондонській медіа-кар'єрі».
Елісон Ґрехем із Radio Times написала: «Здоровенна драма: тонка, розумна, потужна і доросла. Сценарист Денні Броклгерст та режисер Пол Еббот зробили дещо неймовірне, змішавши зворушливу людську історію із захопливим трилером. Серіал настільки хороший, наскільки взагалі може бути хорошим серіал… На всіх рівнях Вигнання доставляє».